# Józef Hozer
Józef Hozer (ur. 19 marca 1948 w Zielonce, zm. 18 grudnia 2023 w Szczecinie) – polski profesor nauk ekonomicznych w zakresie ekonometrii, statystyki i wyceny nieruchomości, nauczyciel akademicki

## Życiorys
Józef Hozer ukończył studia na Wydziale Inżynieryjno-Ekonomicznym Transportu Politechniki Szczecińskiej (1965–1969), a następnie został tam zatrudniony na stanowisku asystenta. W 1973 otrzymał stopień doktora nauk ekonomicznych na podstawie pracy Ustalenie optymalnej wielkości przedsiębiorstwa transportu samochodowego. Rozprawa ta została wyróżniona Nagrodą Ministra Nauki i Szkolnictwa Wyższego. Po uzyskaniu stopnia doktora habilitowanego w 1981 został powołany na stanowisko docenta w Politechnice Szczecińskiej. W 1987 Rada Państwa nadała Mu tytuł profesora. W 1991 pracował na stanowisku profesora zwyczajnego Uniwersytetu Szczecińskiego. Odbył liczne staże naukowe krajowe i zagraniczne, m.in. w Instytucie Ekonometrii w Katowicach (1974) u prof. Zbigniewa Pawłowskiego, w Université Sorbonne Nouvelle w Paryżu (1975), w Uniwersytecie Loyola w Chicago (1988); na Uniwersytecie w Pensylwanii u prof. Lawrence’a Kleina (1990), na Uniwersytecie Lyon II (1990); na Uniwersytet w Manchesterze (1998).
Profesor miał żonę Ewę (dr ekonomii) oraz dwie córki: Martę (dr ekonomii) i Hannę (absolwentka Akademii Muzycznej w klasie śpiewu operowego).
Józef Hozer został pochowany na Cmentarzu Centralnym w Szczecinie w kwaterze 20C-6-2.

## Praca naukowa
Profesor Józef Hozer dzięki szerokim zainteresowaniom naukowym kierował i uczestniczył w wielu grantach, także finansowanych przez Komitet Badań Naukowych oraz w centralnych projektach badawczych: Ekonometryczne modelowanie przedsiębiorstwa i jego otoczenia, CPBP 10.9.6.9 (1988–1990); Ekonometryczny algorytm masowej wyceny nieruchomości gruntowych (1998–1999); Analiza rynku kapitałowego i rynku nieruchomości jako konkurencyjnych obszarów inwestowania kapitału (1998–2000); Wpływ asymetrii informacji na ryzyko polskich instytucji ubezpieczeniowych. Analiza statystyczna (1999–2000); Analiza udziału osób niepełnosprawnych w rynku pracy na przykładzie województwa zachodniopomorskiego (2000–2001); Ekonometryczna analiza mikro i makroproporcji strukturalnych polskiej gospodarki (1997–1998); Wykorzystanie analizy historii zdarzeń i demografii przedsiębiorstw do badania żywotności firm (2006–2009). Kluczowym spostrzeżeniem profesora jest „tajemnicza” relacja pomiędzy liczbą gospodarstw domowych a liczbą firm wyrażająca się liczbą 5 (Quantum satis). Ważnym osiągnięciem jest także opracowanie komputerowego algorytmu masowej wyceny gruntu (wartości katastralnej, wartości rynkowej) i jego kilkakrotne praktyczne zastosowanie – został nazwany algorytmem Hozera.
Uczestniczył w licznych konferencjach naukowych, w tym w ponad 30 konferencjach międzynarodowych. Był beneficjentem Individual Mobility Grant („Tempus” − Bruksela). Od 1983 pod patronatem Polskiej Akademii Nauk organizował Ogólnopolską Konferencję „Mikroekonometria w teorii i praktyce”. We wrześniu 2009 konferencja ta odbyła się już po raz czternasty, tym razem na promie „Pomerania” w czasie rejsu ze Świnoujścia do Kopenhagi. Uczestniczyło w niej ponad stu naukowców reprezentujących główne polskie ośrodki naukowe.
W 1994 został mianowany członkiem Komitetu Redakcyjnego Przeglądu Statystycznego Polskiej Akademii Nauk, był także członkiem Komitetu Statystyki i Ekonometrii PAN oraz World Econometric Society.

## Wybrane publikacje naukowe
Dorobek publikacyjny  zawiera ponad 400 pozycji, w tym wiele monografii książkowych.
Artykuły naukowe w czasopismach
- Analiza kształtowania się współczynnika wykorzystania taboru w przedsiębiorstwie transportu samochodowego, „Przegląd Komunikacyjny”, 1972, 10
- Ekonometryczna analiza kosztów w przedsiębiorstwie transportu samochodowego. Zesz. Nauk. Polit. Szczec., 1972, 137
- Wykorzystanie pojęcia środka ciężkości przy agregacji w zagadnieniu transportowym. „Przegląd Statystyczny”, 1972, 3
- Uwagi o wykorzystaniu statystyki φ2 oraz F w modelowaniu zmiennych dla danych sezonowych. „Przegląd Statystyczny” 1977, 2 (wsp. J. Zawadzki)
- Na marginesie badania regresji i korelacji między zmiennymi ekonomicznymi dla danych w postaci szeregów czasowych. „Wiadomości Statystyczne” 1983, 10
- Application des methodes econometiques dans le domain des transports. „Universite des Sciences Sociales de Toulouse” 1984, 158
- Zastosowanie taksonomii wrocławskiej w badaniu gospodarności przedsiębiorstwa. „Prace Naukowe Akademii Ekonomicznej” nr 262, Wrocław 1984
- Struktura podmiotowa i rzeczowa a dynamika systemów gospodarczych. „Wiadomości Statystyczne” 1987, 2
- Równanie końcowe modelu ekonometrycznego w świetle wniosków płynących z twierdzenia Frischa-Waugha-Stone’a. „Przegląd Statystyczny”, 1989, 3-4
- O współczynniku łącznego dyskonta, czyli o współczynniku wartości zaktualizowanej renty rocznej (annuity). „Giełda Nieruchomości”, 1993, 11
- Zastosowanie równania logistycznego w modelu ekonometrycznym. „Przegląd Statystyczny” 1998, 3 (wsp. J. Purczyński)
- Regresja wieloraka a wycena nieruchomości. „Rzeczoznawca Majątkowy”, 2001
- Ekonometryczna interpretacja skłonności w ekonomii. „Przegląd Statystyczny”, 2002, 3
- Quantum satis dla ilości firm i gospodarstw domowych w województwie zachodniopomorskim, „Przegląd Statystyczny Województwa Zachodniopomorskiego”, 2002, 2
- W sprawie zasadniczej proporcji gospodarczej. „Metody Ilościowe w Badaniach Ekonomicznych”, 2012, 13, 1, s. 127-130

Monografie książkowe
- Ekonometryczna analiza kosztów w przedsiębiorstwie transportu samochodowego jako element usprawnienia zarządzania. Wyd. Uczelniane Polit. Szczec. Szczecin 1972
- Ekonometria stosowana. Wyd. Nauk. Uniw. Szczec. Szczecin 1985 (wsp. J. Zawadzki)
- Zastosowanie ekonometrii w transporcie. WKiŁ Warszawa 1986 (wsp. J. Zawadzki)
- Sfery zastosowań ekonometrii w przedsiębiorstwie handlowym. Wyd. Nauk. Uniw. Szczec. Szczecin 1992
- Zmienna czasowa i jej rola w badaniach ekonometrycznych.  PWN Warszawa 1999. ISBN 83-01-09405-2
- Mikroekonometria – analizy, diagnozy, prognozy. PWE Warszawa 1993. ISBN 83-208-0911-8
- Ekonometria skłonności. PWE Warszawa 2004. ISBN 83-208-1522-3 (wsp. Mariusz Doszyń)
- Matematyczno-ekonomiczne modele funkcjonowania gospodarki. Wyd. Nauk. Uniw. Szczec. Szczecin 2004. ISBN 83-7241-420-3
- Metody ilościowe na rynku nieruchomości i rynku pracy. Wyd. Nauk. Uniw. Szczec. Szczecin 2012. ISBN 97-883-7241-891-3
- Wiedza ekspercka a ekonometryczne modelowanie cen gruntów w aglomeracji szczecińskiej. Wyd. Nauk. Uniw. Szczec. Szczecin 2023 ISBN: 97-883-7972-574-8 (wsp. Mariusz Doszyń, Wojciech Kuźmiński)

## Odznaczenia i nagrody
- Krzyż Kawalerski Orderu Odrodzenia Polski (1995)
- Medal generała Józefa Hallera (2009)
- 5 nagród Ministra Nauki i Szkolnictwa Wyższego
- liczne nagrody Rektora Uniwersytetu Szczecińskiego